# Battaglia di Verneuil
La battaglia di Verneuil (qualche volta Vernuil) fu un episodio militare della Guerra dei cent'anni, che ebbe luogo il 17 agosto 1424 vicino a Verneuil, in Normandia e che si risolse in una schiacciante vittoria inglese.

## Il periodo nero
Gli anni successivi al 1420 furono un periodo piuttosto deprimente nella storia della Francia. Il paese non si era ripreso dalla disfatta di Agincourt e la maggior parte delle province settentrionali erano nelle mani degli inglesi, in seguito alla conquista della Normandia da parte di Enrico V d'Inghilterra. La guerra civile tra le fazioni degli Armagnacchi e dei Borgognoni non mostrava segni di cedimento. Il Delfino era riconosciuto nel sud del paese come Carlo VII (dopo la morte di suo padre Carlo VI nel 1422), ma rimaneva senza corona. La morte di Enrico V nel medesimo anno di Carlo VI fu di poco aiuto, poiché il costante sforzo bellico inglese era gestito dal duca Giovanni, duca di Bedford, in nome del piccolo Enrico VI. La Francia aveva un disperato bisogno di soldati e cercò in Scozia, sua vecchia alleata, di ottenere l'aiuto militare necessario.

## L'esercito scozzese
Il primo grosso contingente di truppe scozzesi giunse in Francia nell'autunno del 1419: circa 6000 uomini sotto il comando di Giovanni (John) Stewart, conte di Buchan. Questi soldati, di volta in volta rincalzati da volontari freschi, divennero presto parte integrante dell'azione bellica francese; dal 1420 l'"Esercito di Scozia" fu una forza distinta nell'ambito dell'esercito reale di Francia. Gli scozzesi dimostrarono il loro valore l'anno seguente, contribuendo alla vittoria della battaglia di Baugé, la prima vera battuta d'arresto subita dagli inglesi. L'ondata di ottimismo emanata da tale evento si smorzò bruscamente nel 1423, quando molti uomini del conte di Buchan perirono nella battaglia di Cravant. Stewart non era presente, essendo tornato in Scozia per arruolare nuove truppe, un compito ora vitale.

## Il ritorno del conte di Buchan
Agli inizi del 1424 Giovanni Stewart tornò indietro, portando con sé più di 6500 uomini. Egli era accompagnato da Archibald Douglas, IV conte di Douglas, conte di Douglas, un militare di esperienza sebbene sfortunato, tanto che la sua propensione alla sconfitta gli aveva procurato il soprannome di Tyneman "il perdente". Il 24 aprile 1424 un esercito di 2500 armigeri e 4000 arcieri entrò nel quartier generale del Delfino a Bourges, sollevandogli il morale.

## Marcia su Verneuil
Ad agosto il nuovo esercito fu pronto a mettersi in azione per soccorrere il castello di Ivry, vicino a Le Mans, posto sotto assedio dal duca di Lancaster. Douglas (di recente nominato duca di Touraine) e Buchan lasciarono Tours il 4 agosto per ricongiungersi con i comandanti francesi: il duca di Alençon ed i Visconti di Narbona e Aumale. Ma prima che l'esercito poté arrivare al castello di Ivry, questi si arrese agli inglesi. Incerti sul da farsi, i comandanti alleati tennero un consiglio di guerra. Gli scozzesi e gli ufficiali francesi più giovani propendevano per la battaglia, ma il Visconte di Narbona e la nobiltà più anziana non avevano dimenticato Azincourt e si dimostravano riluttanti a correre il rischio. Come compromesso fu deciso di attaccare i capisaldi inglesi sul confine della Normandia, cominciando da Verneuil ad ovest. La città fu presa con un semplice trucco: un gruppo di scozzesi, spacciando alcuni dei loro connazionali come prigionieri, finsero di essere inglesi e sostennero che Lancaster aveva sconfitto gli alleati in battaglia, al che le porte furono aperte.

## L'arrivo di Lancaster
Il 15 agosto Lancaster ricevette la notizia che Verneuil era in mani francesi e decise di portarsi lì prima possibile. Appena egli si avvicinò alla città, due giorni dopo, gli scozzesi persuasero gli alleati francesi ad opporre resistenza al nemico. Douglas apparentemente aveva scordato la lezione di Homildon Hill.
L'esercito si schierò un miglio a nord di Verneuil, su di un'aperta pianura, a cavallo della strada che usciva dalla foresta di Piseux. Il Visconte di Narbona e la divisione francese si disposero sul lato sinistro della strada, rinforzati da un'ala di cavalleria francese, mentre Douglas e Buchan sul versante destro, supportati parimenti da un'ala di cavalleria lombarda, arruolata in nord Italia. Aumale aveva il comando globale, eppure tale eterogeneo esercito fallì qualsiasi tentativo di coordinarsi. Sbucando dalla foresta, Lancaster guidò i suoi uomini su due divisioni per uguagliare la disposizione del nemico, con la consueta dislocazione di armigeri al centro e di arcieri sulle ali. Il comandante inglese prese inoltre la precauzione di lasciare una forte riserva di 2000 arcieri a guardia delle salmerie. Lancaster comandava la divisione che fronteggiava i francesi e Thomas Montacute, IV conte di Salisbury,  quella davanti agli scozzesi.

## La battaglia
Alle 16:00, come per accordo, le due schiere avanzarono contemporaneamente. Una volta che Lancaster aveva portato i suoi arcieri ad una portata utile, fermò le sue truppe e gli arcieri iniziarono a piantare dei pali nel terreno, onde prendere in trappola la cavalleria avversaria. Il suolo era inaridito dal sole estivo ed i pali furono conficcati a fatica. Intravedendo una buona opportunità, i francesi caricarono immediatamente, in disarmonia con la divisione scozzese. Gli arcieri all'estrema destra di Lancaster cedettero, permettendo alla cavalleria francese di scompigliarne i ranghi e di lasciare il fianco pericolosamente esposto. L'occasione fu persa quando la cavalleria fallì l'accerchiamento. Questa infatti continuò la carica verso le salmerie a nord, mentre gli armigeri della divisione di Lancaster intrapresero un attacco indemoniato verso l'opposta fanteria francese. Incapace di sostenere l'urto, la divisione del visconte di Narbona si sbandò e fu ricacciata verso Verneuil, dove molti, compreso Aumale, affogarono nel fango.
Avendo risolto il problema dei francesi, Lancaster fermò l'inseguimento e tornò al campo di battaglia, dove Salisbury era fortemente impegnato con la resistenza degli scozzesi. La cavalleria lombarda, preoccupata dal fatto che quella francese stava facendo bottino, caricò attorno al fianco sinistro inglese verso le salmerie. Al momento in cui i lombardi vi arrivarono, i francesi erano stati respinti dalla riserva inglese e lo stesso avvenne per loro. Avendo assaggiato il "sapore del sangue", la riserva decise di iniziativa di entrare in battaglia, avanzando sull'ala destra scozzese, che era sguarnita.

La battaglia di Verneuil raggiunse le fasi più serrate quando Lancaster ritornò da sud per prendere gli scozzesi da dietro. Quasi completamente accerchiati, questi ultimi opposero un'ultima feroce resistenza.
Verneuil fu una delle battaglie più sanguinose nell'arco della guerra dei cent'anni, considerata dagli inglesi come una seconda Azincourt. 6000 militari franco-scozzesi furono uccisi (4000 caduti per gli scozzesi), mentre gli inglesi persero 1600 soldati, una cifra alquanto inusuale per questi ultimi e di molto superiore alle perdite di Azincourt; ciò è indice dell'estrema violenza dello scontro. Tyneman combatté da perdente per l'ultima volta, rimanendo sul campo insieme al conte di Buchan. L'esercito scozzese subì un forte contraccolpo. Fortemente incupito dall'esito catastrofico di Verneuil, Carlo VII continuò a conferire onorificenze ai sopravvissuti, tra cui Giovanni Carmichael di Douglasdale, cappellano di Douglas, il quale fu nominato vescovo di Orléans.